# Erigophantes
Erigophantes é um gênero de aranhas da família Linyphiidae descrito em 1995.